# Gonzalo Abdala
Gonzalo Manuel Abdala Cacabelos (Buenos Aires, 11 ottobre 1990) è un giocatore di calcio a 5 argentino, campione sudamericano con la Nazionale argentina nel 2015.

## Carriera

### Club

#### Gli inizi
Inizia a giocare a calcio a 5 all'età di 16 anni, entrando nel settore giovanile dello Huracán e quindi in quello del San Lorenzo, con la cui maglia debutta in prima squadra. Nell'agosto del 2009 si trasferisce in Italia, venendo ceduto in prestito in Serie C2 al Città di Nuoro, tra le cui file militano altri sette calcettisti argentini. Conclusa l'esperienza in Sardegna, rientra al San Lorenzo, ma dopo appena qualche mese viene acquistato a titolo definitivo dal LCF Martina, all'epoca militante in Serie C1. Con i pugliesi disputa una delle sue migliori stagioni, vincendo con la prima squadra campionato, Coppa Italia regionale nonché la fase nazionale della Coppa Italia; con la formazione Under-21 conquista sia la Coppa Italia sia la Supercoppa di categoria, venendo inoltre eletto miglior giocatore Under-21 della stagione 2010-11. Nonostante le proposte ricevute da parte di società di categorie superiori, Abdala viene confermato nell'organico del LCF Martina anche nella stagione seguente, debuttando in Serie B, finché, nel dicembre del 2011 viene ceduto alla Luparense. Nei 16 mesi trascorsi a Martina Franca, Abdala colleziona un totale di 80 presenze e 96 reti distribuite tra prima squadra e Under-21.

#### La maturità
Inserito inizialmente nella formazione Under-21 della società veneta, il calcettista debutta in prima squadra nel corso della gara 3 della finale scudetto persa ai rigori contro la Marca. Nella stagione seguente realizza la sua prima rete in Serie A, ai danni del Real Rieti, e vince la Supercoppa italiana, venendo tuttavia escluso dalla lista della Coppa Italia, vinta proprio dai lupi. Per trovare un maggiore minutaggio, al termine della stagione viene ceduto in prestito al Boca Juniors, con cui vince il campionato di Clausura 2013. Con la stessa formula, nel dicembre del 2013 passa al Napoli, con cui ottiene la salvezza tramite i play-out. Nell'estate del 2014 ritorna a titolo definitivo al Boca Juniors, con cui conquista anche il campionato di Clausura 2014. Due anni più tardi fa ritorno al San Lorenzo, dove tuttavia rimane appena qualche mese prima di trasferirsi al Cerro Porteño. È durante la breve parentesi con il club paraguaiano che la carriera di Abdala raggiunge l'apice: sovvertendo tutti i pronostici, il Cerro Porteño conquista infatti la Coppa Libertadores del 2016, prima squadra non brasiliana a vincere il trofeo. Al contempo, Abdala diventa il primo calcettista argentino a vincere la Coppa Libertadores. Tornato al Boca Juniors, vince la seconda edizione del campionato argentino a girone unico. Per la stagione 2018-19 si accorda con la formazione irpina della Sandro Abate, neopromossa nel campionato italiano di Serie A2.

### Nazionale
Con la Nazionale Under-20 di calcio a 5 dell'Argentina prende parte, nel 2010, al campionato sudamericano di categoria, concluso dall'Albiceleste al terzo posto alle spalle di Brasile e Colombia. In possesso della doppia cittadinanza, nel marzo del 2011 viene a sua insaputa inserito da Raoul Albani, commissario tecnico della Nazionale Under-21 di calcio a 5 dell'Italia, nella lista dei convocati per un doppio incontro amichevole da disputarsi contro i pari età di Andorra. Nonostante il rifiuto di Abdala, non interessato a indossare la maglia azzurra, la convocazione innesca un'aspra polemica tra le federazioni dei due Paesi. Con la Nazionale maggiore vince la Coppa America 2015, realizzando inoltre una delle reti con cui l'Argentina supera in finale il Paraguay per 4-1.

## Palmarès

### Club

#### Competizioni giovanili
- Coppa Italia Under-21: 1
LCF Martina: 2010-11
- Supercoppa italiana Under-21: 1
LCF Martina: 2011

#### Competizioni nazionali
- Campionato italiano: 1
Luparense: 2011-12
- Supercoppa italiana: 1
Luparense: 2012
- División de Honor: 3
Boca Juniors: 2013 (C), 2014 (C), 2017
- Coppa Italia di Serie A2: 1
Sala Consilina: 2022-23

#### Competizioni internazionali
- Coppa Libertadores: 1
Cerro Porteño: 2016

### Nazionale
- Coppa America: 1
Ecuador 2015